# Championnat d'Irlande de football 1925-1926
Navigation
Édition précédente Édition suivante

Le Championnat d'Irlande de football en 1925-1926. Shelbourne FC remporte le titre de champion. C’est la première victoire du club en championnat.
Brooklyn quitte le championnat et est remplacé par Brideville.

## Les 10 clubs participants
- Athlone Town Football Club
- Bohemian Football Club
- Bray Unknowns Football Club
- Brideville Football Club
- Fordsons Football Club
- Jacob's Football Club
- Pioneers Football Club
- Saint James's Gate Football Club
- Shamrock Rovers Football Club
- Shelbourne Football Club

## Classement
| Rang | Équipe                   | Pts | J  | G  | N | P  | Bp | Bc | Diff |
| ---- | ------------------------ | --- | -- | -- | - | -- | -- | -- | ---- |
| 1    | Shelbourne FC            | 31  | 18 | 14 | 3 | 1  | 65 | 23 | +42  |
| 2    | Shamrock Rovers T        | 29  | 18 | 13 | 3 | 2  | 62 | 21 | +41  |
| 3    | Fordsons Football Club   | 27  | 18 | 12 | 1 | 5  | 58 | 31 | +27  |
| 4    | Bohemian FC              | 20  | 18 | 10 | 2 | 6  | 50 | 28 | +22  |
| 5    | Jacob's FC               | 18  | 18 | 7  | 4 | 7  | 40 | 48 | -8   |
| 6    | Brideville Football Club | 16  | 18 | 6  | 4 | 8  | 36 | 53 | -17  |
| 7    | Athlone Town             | 15  | 18 | 7  | 1 | 10 | 46 | 56 | -10  |
| 8    | Saint James's Gate FC    | 11  | 18 | 4  | 3 | 11 | 33 | 48 | -15  |
| 9    | Bray Unknowns            | 11  | 18 | 4  | 3 | 11 | 34 | 55 | -21  |
| 10   | Pioneers Football Club   | 2   | 18 | 1  | 0 | 17 | 21 | 82 | -61  |

## Source
- (en) Alex Graham, Football in the Republic of Ireland : a Statistical Record 1921–2005, Soccer Books Ltd, novembre 2005, 142 p. (ISBN 978-1862231351).